# Hrabstwo Lawrence (Tennessee)
Hrabstwo Lawrence (ang. Lawrence County) – hrabstwo w stanie Tennessee w Stanach Zjednoczonych. Obszar całkowity hrabstwa obejmuje powierzchnię 617,91 mil² (1600,38 km²). Według szacunków United States Census Bureau w roku 2009 miało 41 314 mieszkańców.
Hrabstwo powstało w 1817 roku.

## Miasta
- Ethridge
- Iron City
- Lawrenceburg
- Loretto
- St. Joseph[4]

## CDP
- Summertown[4]

| Populacja hrabstwa w poprzednich latach | Populacja hrabstwa w poprzednich latach |
| Rok                                     | Liczba ludności                         |
| --------------------------------------- | --------------------------------------- |
| 1980                                    | 33 251                                  |
| 1990                                    | 35 303                                  |
| 2000                                    | 39 926                                  |
| 2005                                    | 41 101                                  |